# Šantungský poloostrov

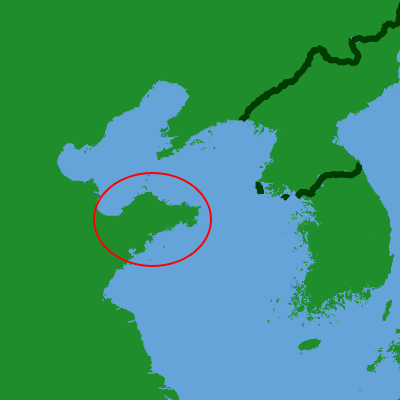
Poloha poloostrova Šan-tung

Poloostrov Šan-tung (čínsky 山东半岛 – Šan-tung Pan-tao) zvaný též poloostrov Ťia-tung (胶东半岛) je poloostrov na východním pobřeží Asie. Patří k Čínské lidové republice, kde celý spadá do stejnojmenné provincie Šan-tung.
Šan-tung odděluje Po-chajský záliv na severu od Žlutého moře na jihu.
Významná města na ostrově jsou Čching-tao, Jen-tchaj a Wej-chaj.
Mluví se zde místním nářečím mandarínštiny zvaným Ťiao-Liao, které se používá také na poloostrově Liao-tung ležícím na sever přes Po-chajský záliv.
Mezi lety 1898 a 1918 byl poloostrov součásti německé koncese Kiautschou, posléze byl okupován Japonskem, v roce 1922 vrácen Číně, ale Japonci ho znovu okupovali v letech 1937-1945 během druhé čínsko-japonské války.